# Bernhard Afinger
Bernhard Afinger (Núremberg, 6 de mayo de 1813 -  Berlín, 25 de diciembre de 1882) fue un escultor alemán.

## Biografía
Tras su formación inicial como fontanero, viajó como oficial y conoció con ocasión de la fiesta de Durero de 1840 a Christian Daniel Rauch, quién le convenció para trasladarse a Berlín, acogiéndole como estudiante en su estudio. Allí, abrió su propio taller en 1846. El año 1873 lo pasó viajando por Italia. En 1874 fue nombrado Miembro del Senado de la Academia de las Artes de Prusia y profesor.

## Obras

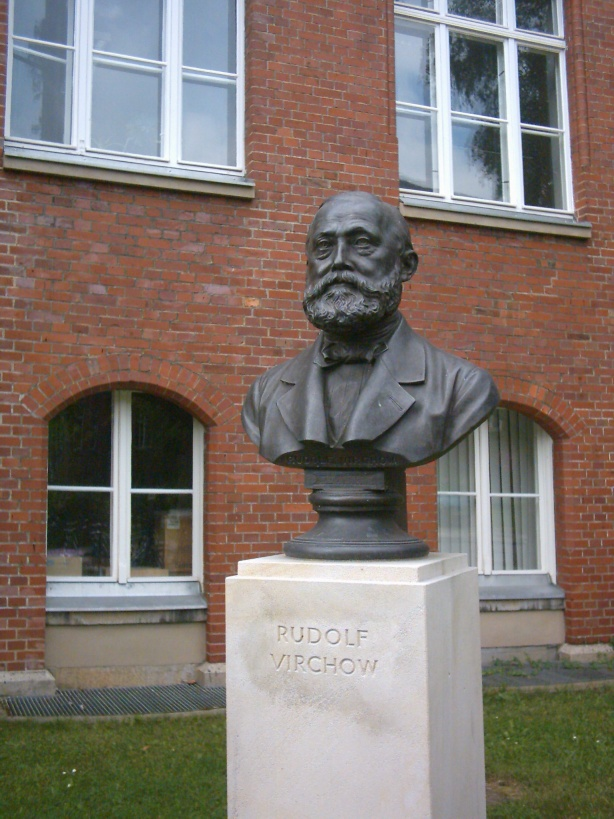
Busto de Rudolf-Virchow (1882), Berlín

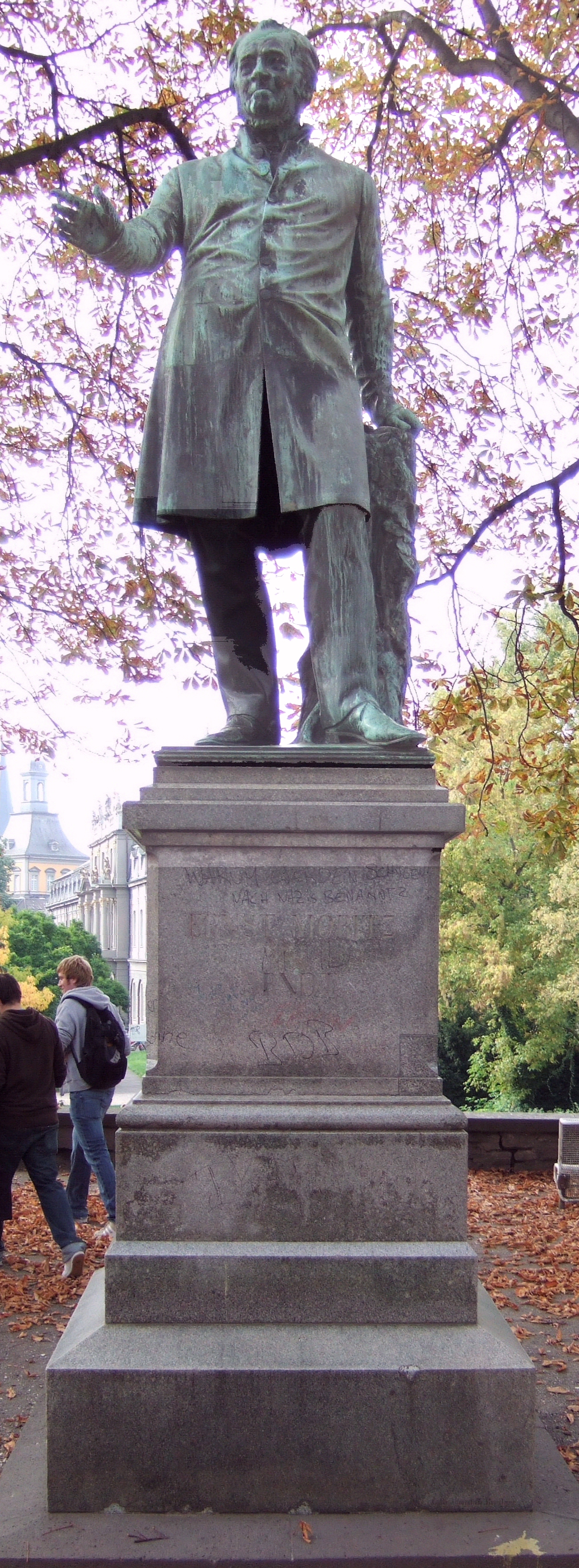
Estatua de Ernst Moritz Arndt (1864), Bonn

Entre las mejores y más conocidas obras de Bernhard Afinger se incluyen las siguientes:
En Berlín:
- Busto de Rudolf-Virchow  (1882) para la patología de la Charité
- Medallón del oftalmólogo Albrecht von Graefe

En Bonn:

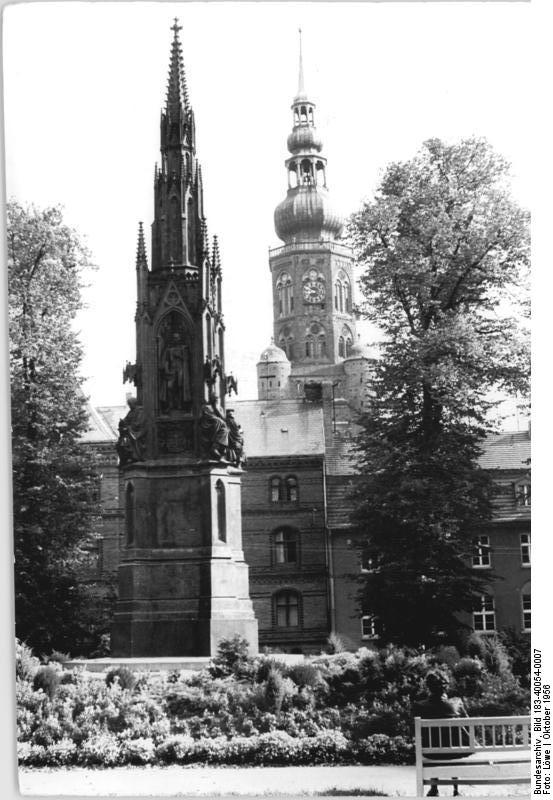
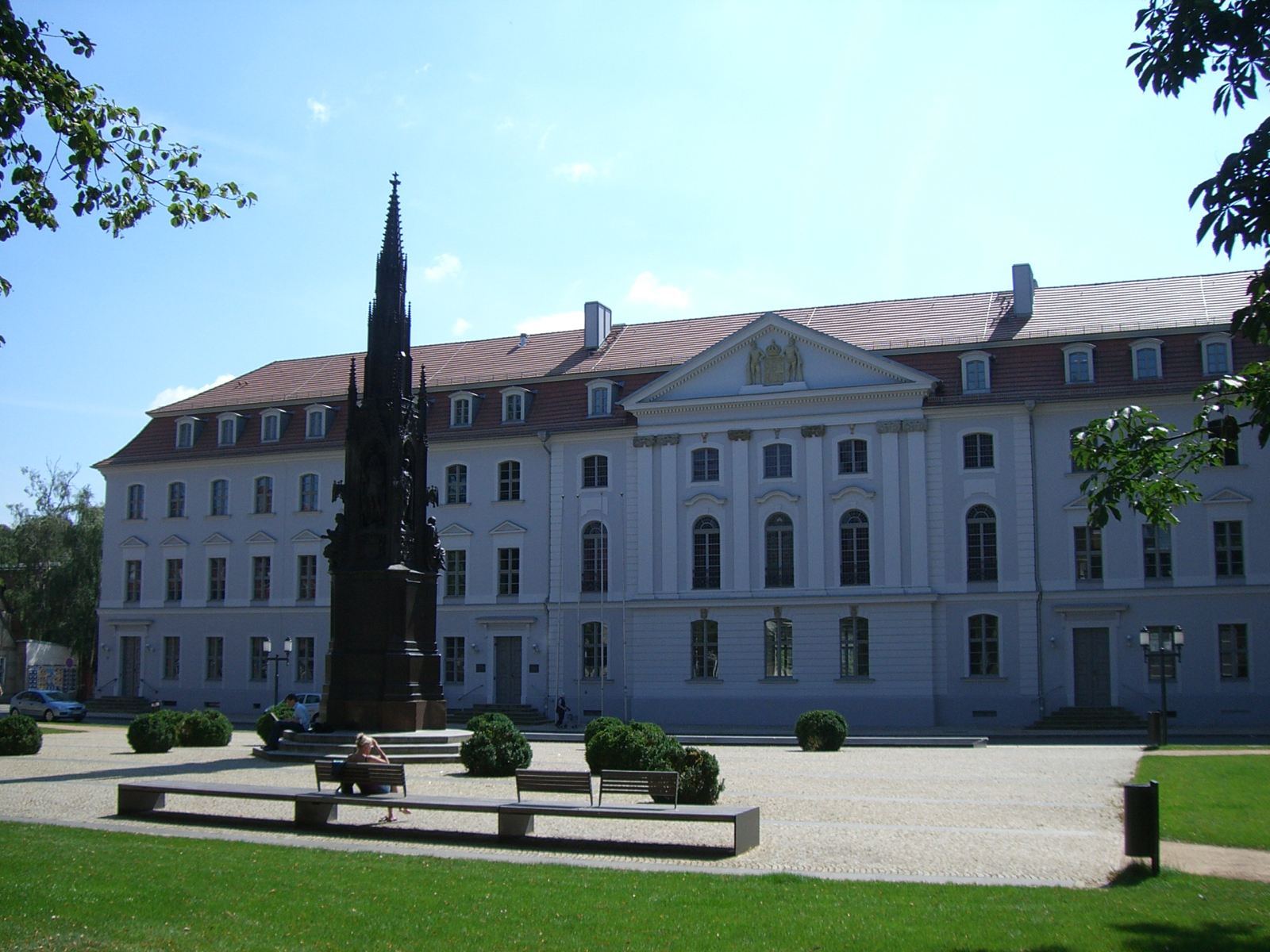
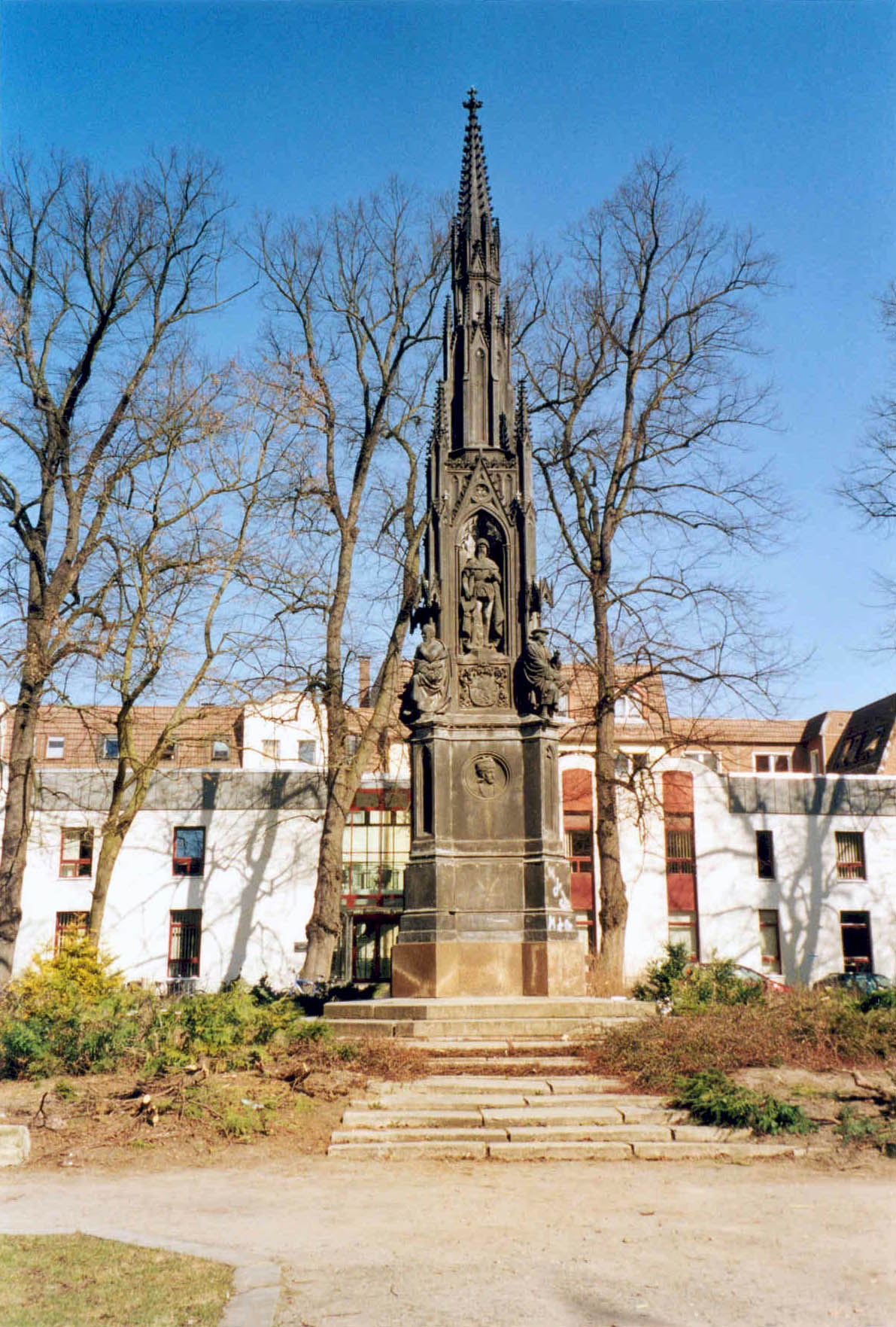
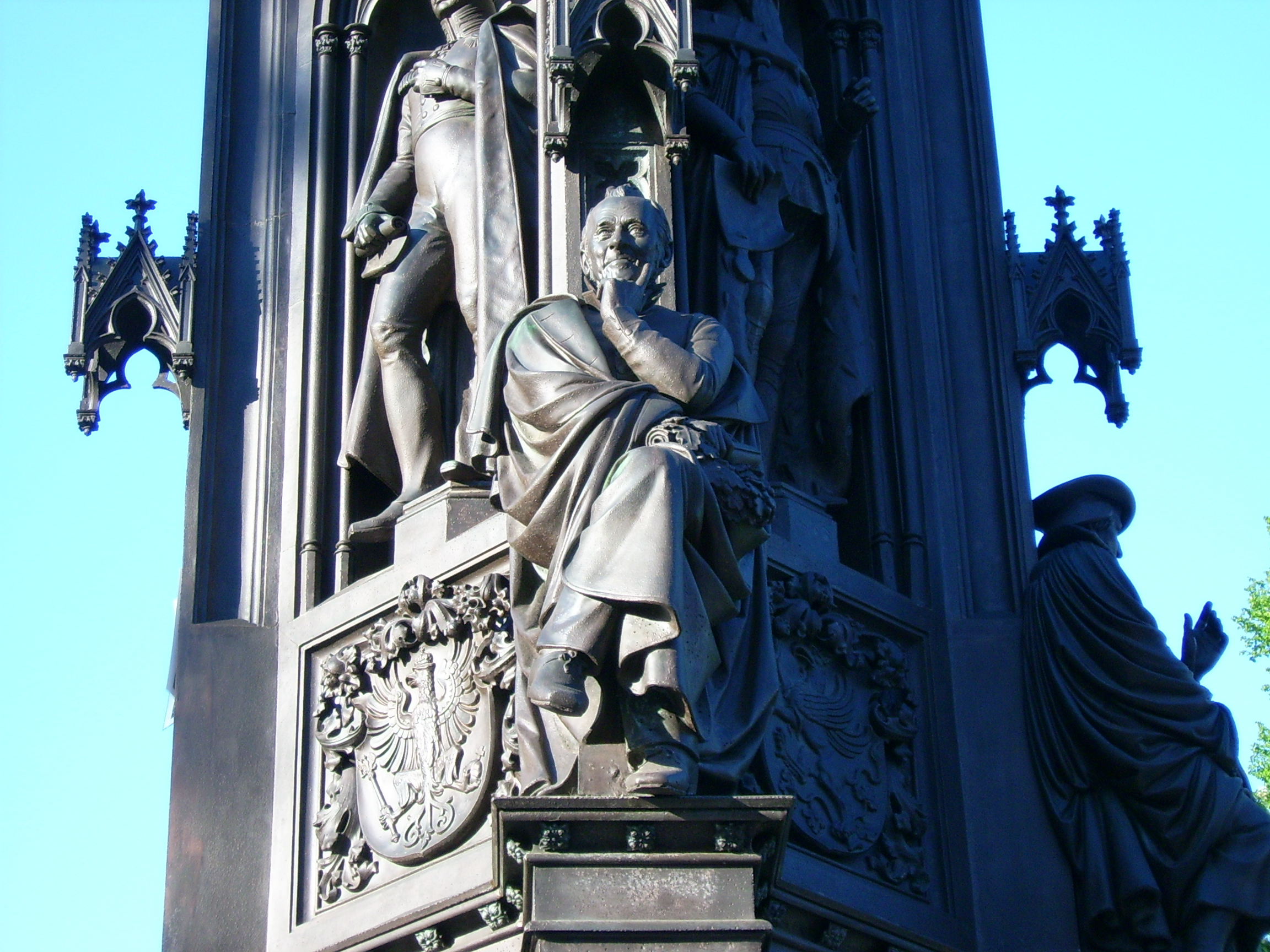

- Estatua de Ernst Moritz Arndt (1864), inaugurada el 29 de julio de 1865 en la antigua aduana, piezas de bronce producidas por la fundición de Georg Ferdinand Howaldt, Braunschweig
- Cristo Fuente (1873) con los cuatro evangelistas, hoy en la Stiftsplatz
- Busto de mármol del psiquiatra Christian Friedrich Nasse (1856) en el Cementerio Viejo
- Busto de bronce del canónigo Johann Baptist Baltzer (1876) en el Cementerio Viejo
- Medallón del fabricante Nis Clason (1863) en el Cementerio Viejo
- Medallón de M. Henriette Clason (1862), la esposa de Nis Clason, en el Cementerio Viejo
- Medallón de mármol del cirujano y rector de la Universidad Carl Wilhelm Wutzer, en el Cementerio Viejo

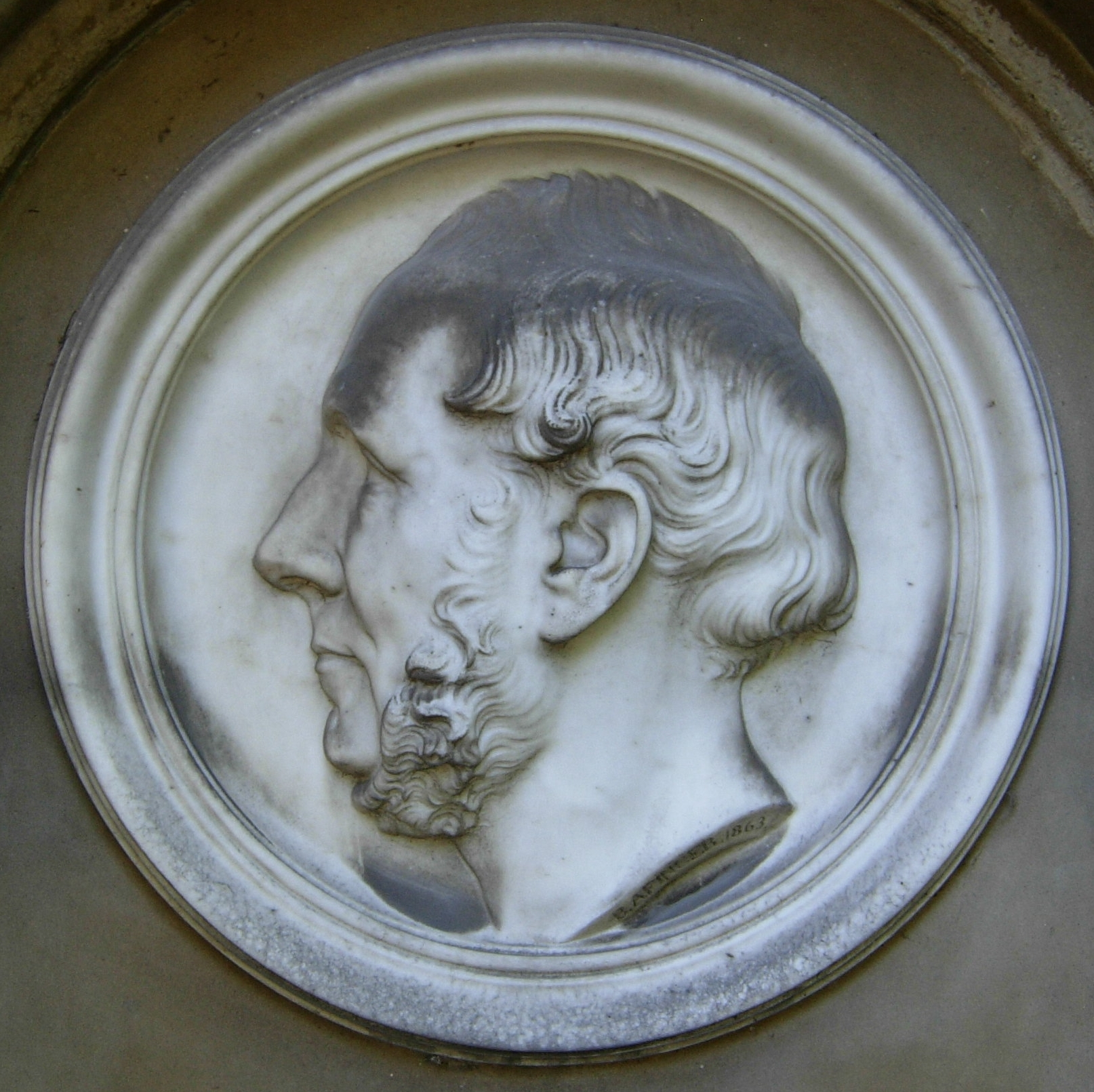
Nis Clason (1863)
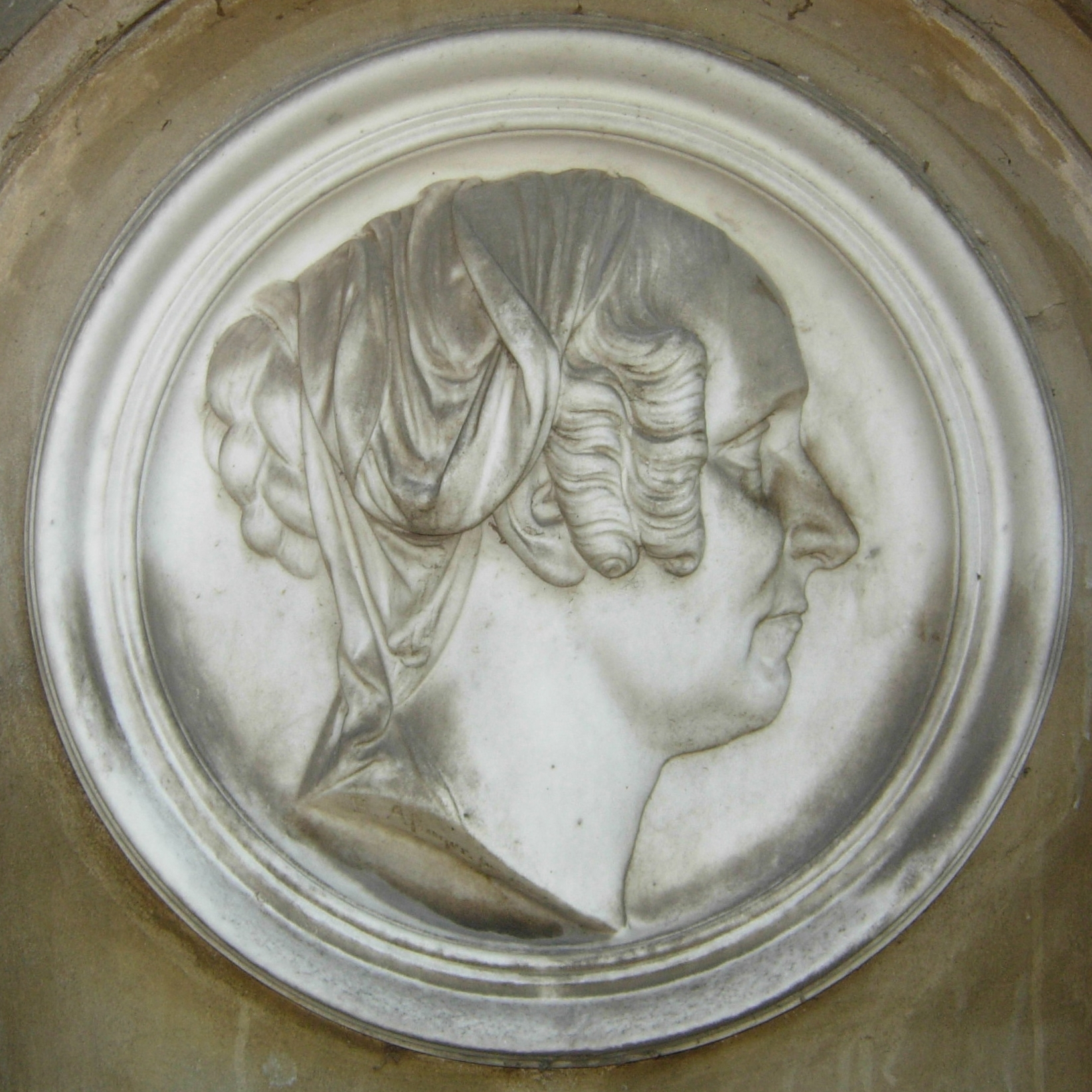
M. Henriette Clason (1862)
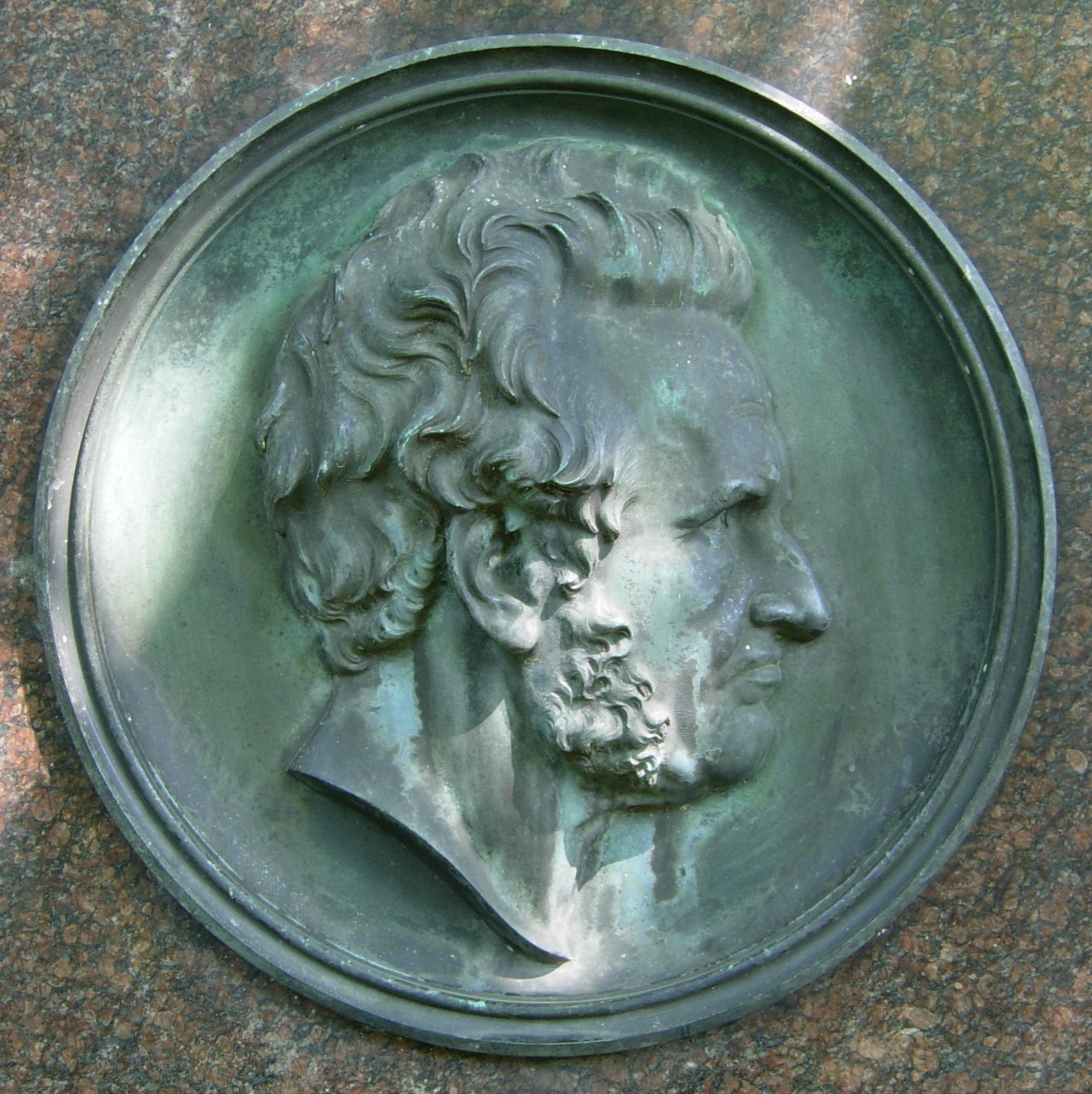
Dahlmann
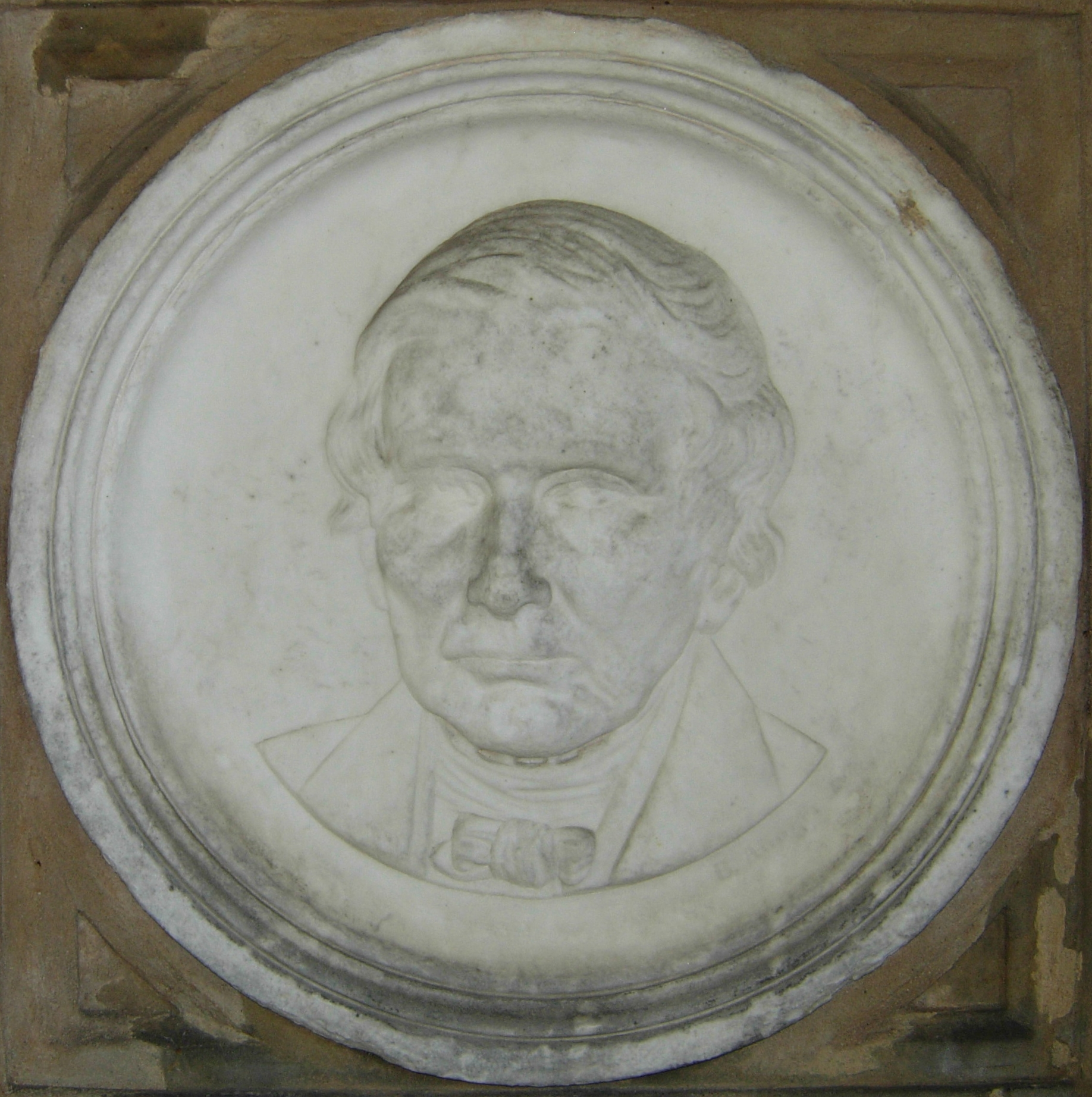
Wutzer Bonn

En  Greifswald: 
- Colaboró en el monumento Rubenow, formado por cuatro figuras sentadas, que representan las cuatro facultades

En Stettin: 
- Estatua de Ernst Moritz Arndt, en Quistorppark, copia del Monumento Bonner

En Eisenach : 
- Busto de Fritz Reuter (1875) para la lápida

En Laasow (ahora parte de Vetschau): 
- La resurrección de los ángeles en la tumba de la familia del conde de Pourtalès, (1857) en mármol

En Wuppertal: 
- Busto de mármol de Wilhelm Werlé en Barmer Anlagen (1881)

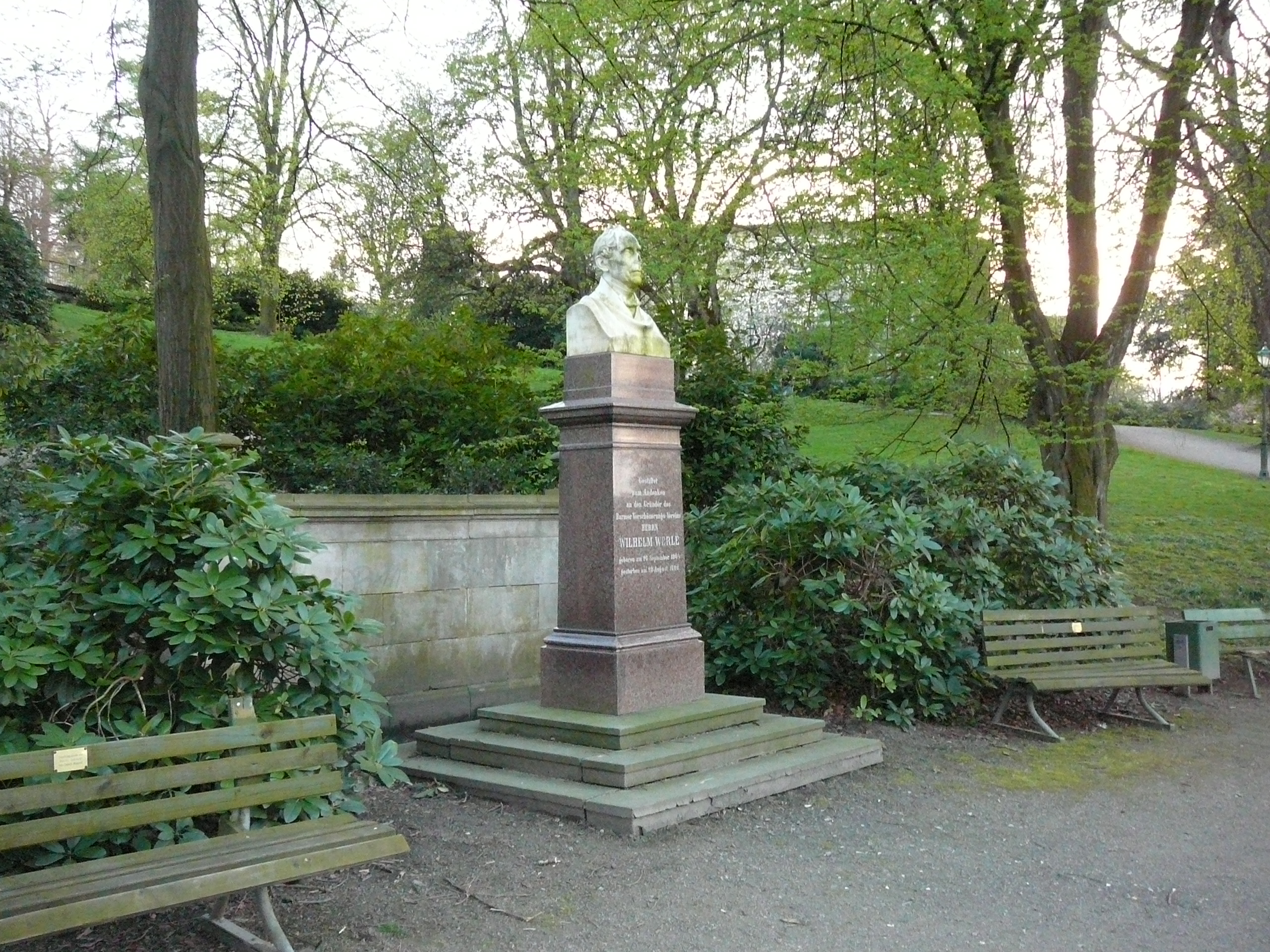
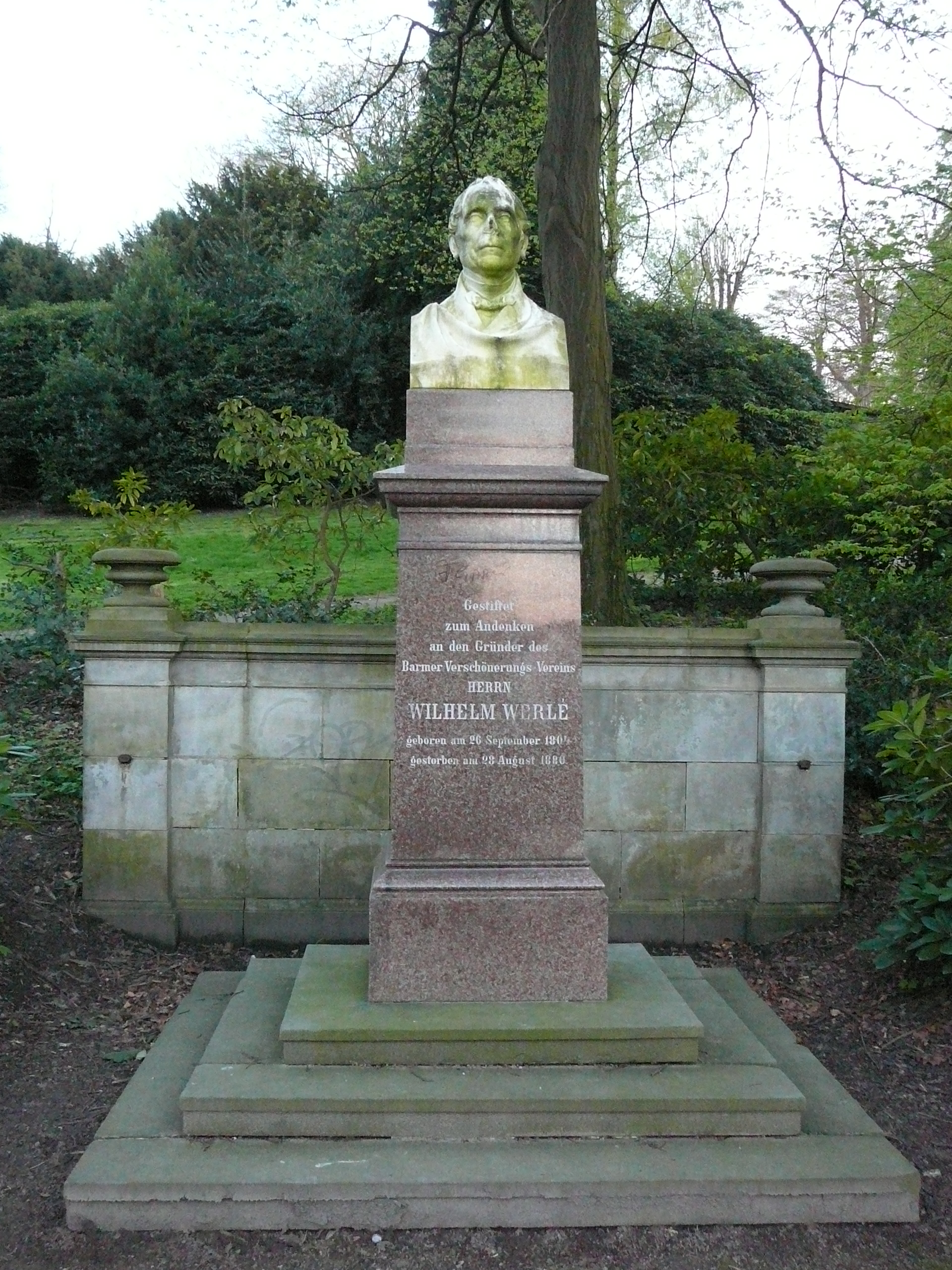
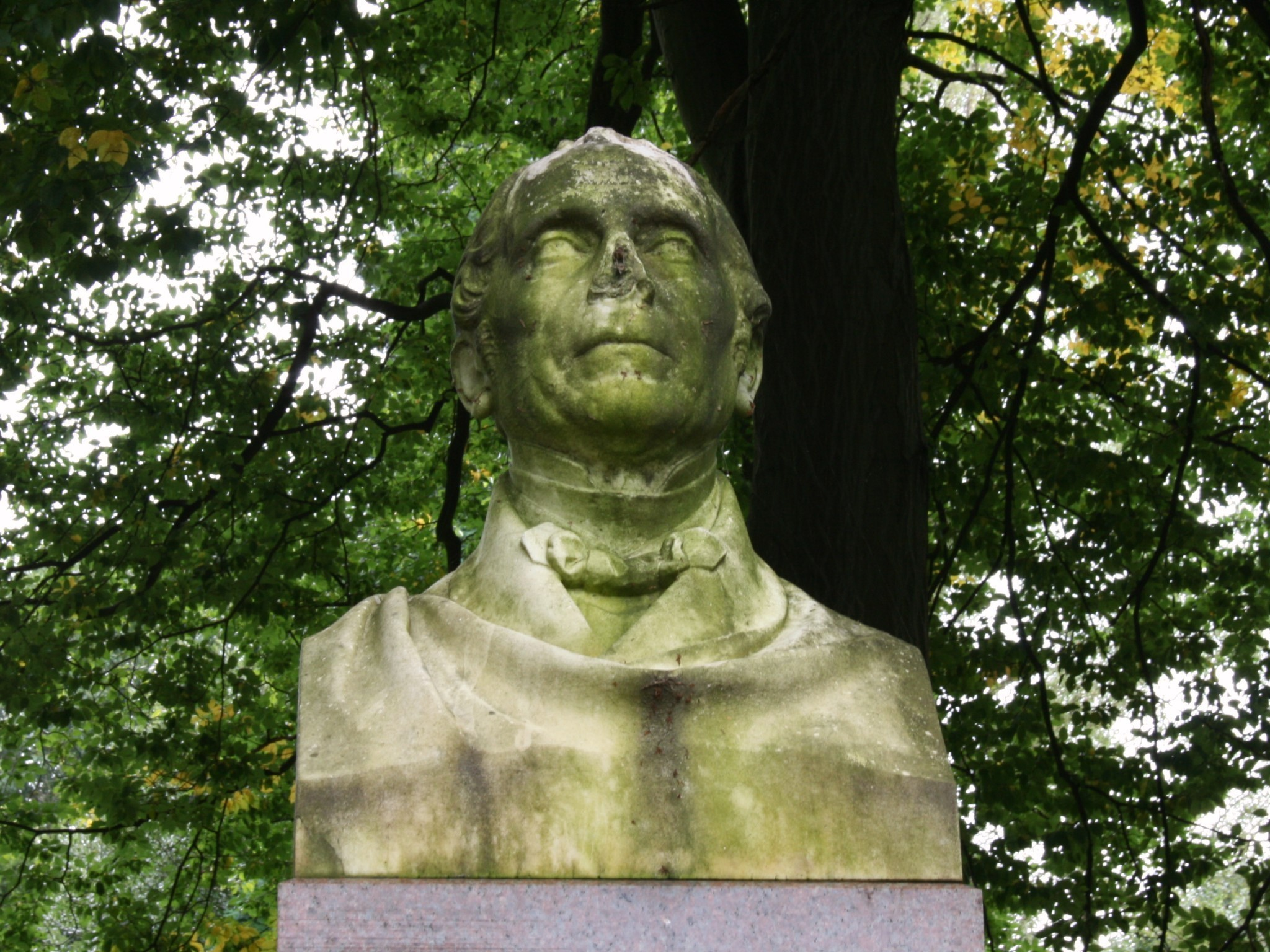
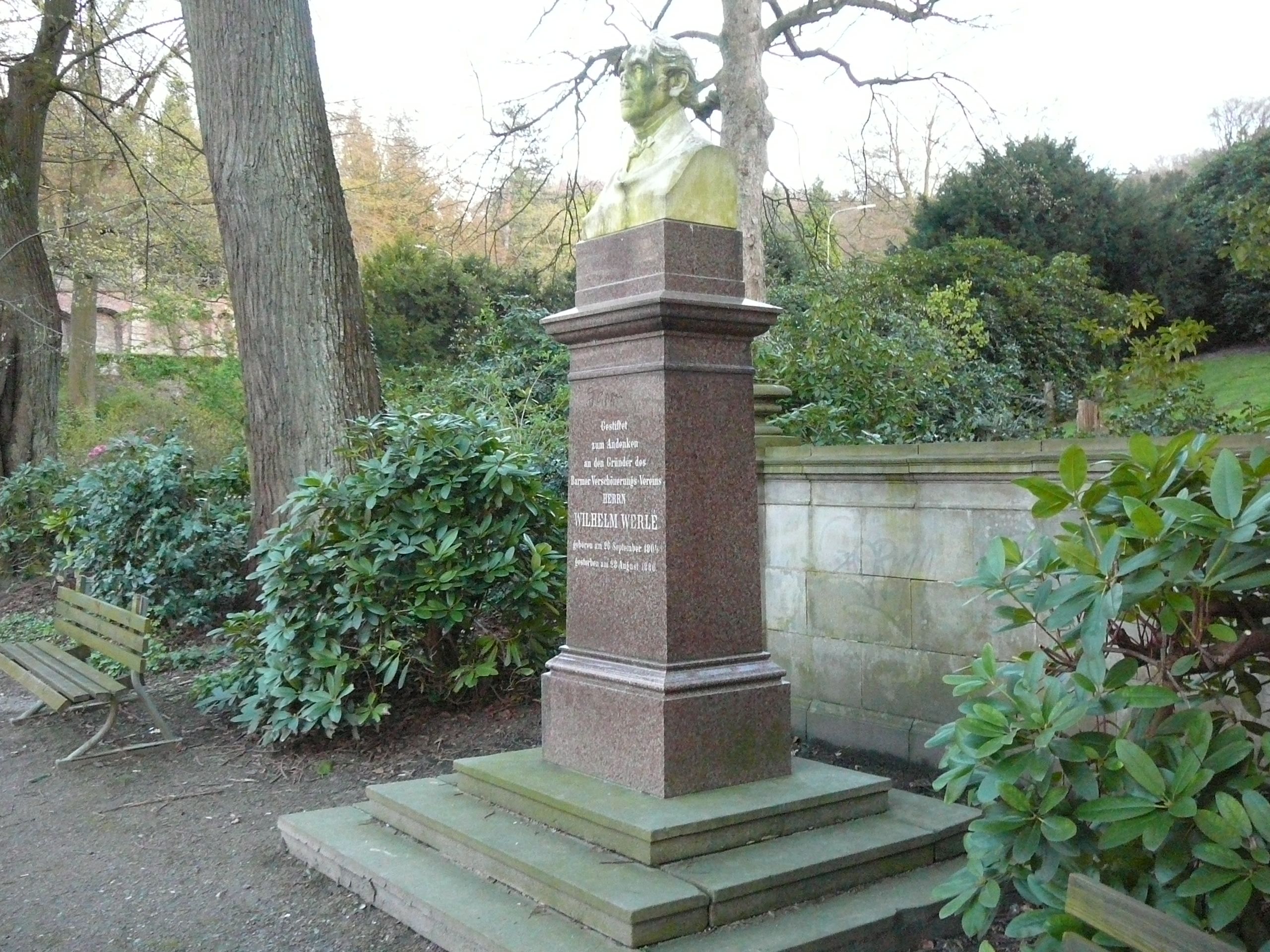